# 于尔根·阿恩特
于尔根·阿恩特（德語：Jürgen Arndt，20世纪—），德国男子赛艇运动员。他曾代表东德参加1975年世界赛艇锦标赛，获得男子八人单桨有舵手金牌。